# Papryka Tabasco

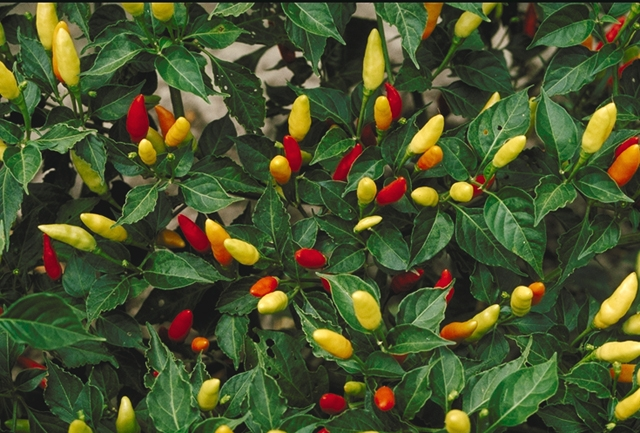
Dojrzałe (czerwone) i niedojrzałe (żółte) owoce papryki Tabasco

Papryka Tabasco – kultywar papryki owocowej (Capsicum frutescens). W niektórych ujęciach opisywany także jako odmiana botaniczna papryki rocznej C. annuum var. glabriusculum (≡C. frutescens var. glabriusculum).
Pochodzi prawdopodobnie z Meksyku. Jej owoce są jednym ze składników sosu Tabasco. Zawartość kapsaicyny szacowana jest na 30–120 tys. jednostek w skali Scoville’a. Rośliny te uprawiane są także jako ozdobne.